# Jules Alary
Jules Alary (geboren als  Giulio Eugenio Alari, * 16. März 1814 in Mantua; † 17. April 1891 in Paris) war ein italienisch-französischer Flötist, Komponist und Musikpädagoge.

## Leben und Werk
Giulio Alari absolvierte das Mailänder Konservatorium. Dort war er ursprünglich als Flötist ausgebildet worden und wirkte seit 1833 an der Mailänder Scala als Flötist.
Spätestens 1838 ging er nach Paris und änderte seinen Namen in Jules Alary. Nach anderen Quellen wirkte  er dort bereits seit 1835 als Musikpädagoge war Bibliothekar und Akkompagnist.
Jules Alary komponierte 9 Opern, ein Oratorium, zahlreiche Gesänge und die Barkarole Il lago di Como.

## Werke
- Rosmunda. Oper (1840)
- Le Tre Nozze. Oper (1851)
- Sardanapale. Oper (Petersburg 1852)
- L Orgue de Barberie. Oper (1856)
- La Beaute du Diable. Oper (1861)
- La Voix Humaine. Oper (1861)
- Locanda Gratis. Oper (1867)